# J. Allan Dunn
Joseph Allan Elphinstone Dunn (Londres, 21 de enero de 1872 - Nueva York, 25 de marzo de 1941), más conocido como J. Allan Dunn, fue un escritor inglés, uno de los más prolíficos de las revistas pulp. Publicó más de mil cuentos, novelas y folletines entre 1914 y 1941.

## Biografía
Dunn nació en Inglaterra. Llegó a Estados Unidos en 1893. Pasó unos cinco años en Colorado, cinco años en Honolulu, diez años en San Francisco y luego se mudó a la costa este en 1914, después de lo cual su carrera como escritor floreció. Mientras vivía en Honolulu, Dunn se hizo amigo del escritor H. D. Couzens. A partir de 1914, y en su carrera como escritor pulp, fue conocido como "J. Allan Dunn"; antes de eso, se hacía llamar principalmente "Allan Dunn".
Mientras vivía en San Francisco, trabajó para la Southern Pacific Company, que publicaba la revista Sunset, donde escribiría un artículo sobre Jack London. Los dos se hicieron amigos. En 1913, Dunn era un visitante frecuente del Beauty Ranch de Londres en Glen Ellen. Según los diarios de Charmian London, la segunda esposa de London, ella y Dunn pasaban mucho tiempo juntos, lo que llevó a Jack London a revitalizar su interés por ella.
Dunn, un perenne "miembro del club", era miembro del Bohemian Club de San Francisco. Posteriormente, perteneció a The Explorers Club de Nueva York y, en 1937, fue elegido miembro del consejo directivo. También perteneció a The Adventurers' Club of New York, llegando a ser vicepresidente.
Dunn murió, según sus amigos, por complicaciones de la malaria crónica que había contraído la enfermedad en Honolulu.

### Obra
Se hizo un nombre por primera vez en Adventure. A petición del editor de esta revista, Arthur Sullivant Hoffman, Dunn escribió Barehanded Castaways, una novela sobre personas atrapadas en una isla desierta que pretendía evitar los clichés habituales de este tipo de historias. Barehanded Castaways se publicó por entregas en 1921 y fue bien recibido por los lectores de Adventure.
Más de la mitad de su producción apareció en pulps de Street & Smith, incluidos People's, Complete Story Magazine y Wild West Weekly. Dunn escribió más de mil historias. Escribió aproximadamente 470 historias solo para Wild West Weekly. Sus principales géneros fueron la aventura y el western; aunque escribió varias historias de detectives, la mayoría de ellas apareciendo en Detective Fiction Weekly y Dime Detective.
Dunn escribió The Treasure of Atlantis, una historia de ciencia ficción sobre supervivientes de la Atlántida que viven en la jungla brasileña, y que se publicó en la revista All-Around en 1916 y luego se reimprimió en 1970. Era un especialista en historias de los Mares del Sur y de piratas. También publicó mucha ficción juvenil; incluidas muchas historias para Boys' Life, principalmente en la década de 1920.
Varias de sus novelas se reimprimieron en tapa dura, algunas con el seudónimo de "Joseph Montague" para el sello Chelsea House de Street & Smith. Muchos de sus libros se publicaron en el Reino Unido. Sus historias aparecieron con frecuencia en periódicos, tanto en Estados Unidos como en todo el mundo, lo que lo convirtió, durante un tiempo, en un autor muy conocido.